# Elsa (Texas)
Elsa è un centro abitato degli Stati Uniti d'America situato nella contea di Hidalgo dello Stato del Texas.
La popolazione era di 5.660 persone al censimento del 2010. Fa parte dell'area metropolitana di McAllen–Edinburg–Mission e Reynosa-McAllen.

## Geografia fisica
Elsa è situata a 26°17′52″N 97°59′34″W (26.297672, -97.992770), undici miglia a nord di Weslaco e 13 miglia a est di Edinburg, sulla State Highway 107 e sulla FM 88.
Secondo lo United States Census Bureau, ha un'area totale di 1,5 miglia quadrate (3,9 km²).

## Società

### Evoluzione demografica
Secondo il censimento del 2000, c'erano 5.549 persone, 1.575 nuclei familiari e 1.324 famiglie residenti nella città. La densità di popolazione era di 3.756,8 persone per miglio quadrato (1.447,6/km²). C'erano 1.754 unità abitative a una densità media di 1.187,5 per miglio quadrato (457,6/km²). La composizione etnica della città era formata dal 74,5% di bianchi, lo 0,34% di afroamericani, lo 0,45% di nativi americani, lo 0,05% di asiatici, il 21,7% di altre razze, e il 2,97% di due o più etnie. Ispanici o latinos di qualunque razza erano il 97,28% della popolazione.
C'erano 1.575 nuclei familiari di cui il 44,2% aveva figli di età inferiore ai 18 anni, il 55,7% aveva coppie sposate conviventi, il 22,3% aveva un capofamiglia femmina senza marito, e il 15,9% erano non-famiglie. Il 14,9% di tutti i nuclei familiari erano individuali e l'8,6% aveva componenti con un'età di 65 anni o più che vivevano da soli. Il numero di componenti medio di un nucleo familiare era di 3,52 e quello di una famiglia era di 3,90.
La popolazione era composta dal 34,7% di persone sotto i 18 anni, l'11,4% di persone dai 18 ai 24 anni, il 25,0% di persone dai 25 ai 44 anni, il 17,3% di persone dai 45 ai 64 anni, e l'11,6% di persone di 65 anni o più. L'età media era di 28 anni. Per ogni 100 femmine c'erano 90,3 maschi. Per ogni 100 femmine dai 18 anni in giù, c'erano 86,0 maschi.
Il reddito medio di un nucleo familiare era di 19.232 dollari e quello di una famiglia era di 21.831 dollari. I maschi avevano un reddito medio di 21.957 dollari contro i 17.107 dollari delle femmine. Il reddito pro capite era di 7.550 dollari. Circa il 33,5% delle famiglie e il 38,3% della popolazione erano sotto la soglia di povertà, incluso il 51,9% di persone sotto i 18 anni e il 32,2% di persone di 65 anni o più.